# Histiotus montanus
Histiotus montanus (Philippi and Landbeck, 1861) è un pipistrello della famiglia dei Vespertilionidi diffuso in America meridionale.

## Descrizione

### Dimensioni
Pipistrello di piccole dimensioni, con la lunghezza della testa e del corpo tra 53 e 58 mm, la lunghezza dell'avambraccio tra 45 e 51 mm, la lunghezza della coda tra 48 e 59 mm, la lunghezza del piede tra 9 e 12 mm, la lunghezza delle orecchie tra 27 e 34 mm e un peso fino a 14 g.

### Aspetto
La pelliccia è morbida e densa. Le parti dorsali sono marroni, mentre le parti ventrali sono più chiare. Le orecchie sono marroni scure, grandi, ovali ed unite tra loro alla base da una sottile membrana alta 2 mm. Sono presenti diverse creste parallele nella parte centrale della superficie interna.  Il trago è largo e lungo circa la metà del padiglione auricolare, mentre l'antitrago è piccolo e arrotondato. Le membrane alari sono marroni scure e traslucide. La coda è lunga e inclusa completamente nell'ampio uropatagio. Il cariotipo è 2n=50 FNa=48.

### Ecolocalizzazione
Emette ultrasuoni a basso ciclo di lavoro sotto forma di impulsi di breve durata a frequenza modulata iniziale di 46,4±4,6 kHz, finale di 25,5±2,2 kHz e massima energia a 32,1±2,2 kHz.

## Biologia

### Comportamento
Si rifugia in grotte, edifici, alberi cavi formando colonie fino a 20 individui. Entra in ibernazione durante i mesi più freddi.

### Alimentazione
Si nutre di insetti.

### Riproduzione
Femmine gravide sono state osservate in ottobre e dicembre. Danno alla luce un piccolo alla volta. Diventano maturi sessualmente dopo un anno di vita.

## Distribuzione e habitat
Questa specie è diffusa in America meridionale, dal Venezuela nord-occidentale, attraverso la Colombia occidentale, fino all'Argentina meridionale.
Vive nelle foreste, nei boschi e nelle savane fino a 2.100 metri di altitudine.

## Tassonomia
Sono state riconosciute 3 sottospecie:
- H.m.montanus: Bolivia occidentale, Cile centrale, Argentina centro-occidentale;
- H.m.colombiae (Thomas, 1916): Venezuela nord-occidentale, Colombia occidentale;
- H.m.inambarus (Anthony, 1920): Ecuador, Perù centrale e meridionale.

## Conservazione
La IUCN Red List, considerato il vasto areale, la popolazione presumibilmente numerosa e la tolleranza a diversi gradi di modifiche ambientali, classifica H.montanus come specie a rischio minimo (Least Concern)).